# Глагол в белорусском языке
Глагол (бел. дзеяслоў) — знаменательная часть речи в белорусском языке, обозначающая процесс, действие или состояние и выражающая их через морфологические категории вида (трыванне), залога (стан), наклонения (лад), времени (час), лица (асоба), переходности — непереходности (пераходнасць — непераходнасць) и возвратности — невозвратности (зваротнасць — незваротнасць). Также белорусский глагол имеет категорию числа (лік), а в прошедшем времени и в условном наклонении — категорию рода (род).

## Формы глагола
Современная система форм глагола в белорусском языке включает четыре разряда: личные (спрягаемые) формы глагола, инфинитив, причастие и деепричастие. Среди общих черт, характерных для всех форм глагола, можно отметить общность лексического значения — так или иначе выраженная связь с действием, единообразие синтаксических связей (спілаваць пілой, спілую пілой, спілуй пілой, спілаваны пілой, спілаваўшы пілой), наличие категорий вида и залога.

### Инфинитив
Инфинитив (інфінітыў), или неопределённая форма глагола, называет действие или состояние, но не выражает действующее лицо. Инфинитив, как и остальные глагольные формы, имеет категории вида (рабіць — зрабіць) и залога (зрабіць — зрабіцца), но не изменяется по лицам, числам, временам, не выражает категорию времени. Также инфинитив имеет категорию переходности — непереходности (садзіць дрэвы — бегчы ў лес). Считается начальной формой глагола, чаще всего в именно в этой форме представлены глаголы в словарях.
Называя действие в наиболее общем виде, инфинитив сближается с именными частями речи, поэтому некоторые учёные (например, последователи Фортунатова) рассматривали инфинитив как отдельную часть речи и не относили его к формам глагола. Овсянико-Куликовский, Шахматов и представители казанской лингвистической школы выражали противоположное мнение, подчёркивая глубокую связь инфинитива и личных форм глагола.
Инфинитив происходит от дательного падежа отглагольного имени существительного, которое изменялось, как имена существительные четвёртого склонения на *-ĭ (такие, как мышь, тьсть). Сохранившиеся в белорусском языке и других славянских языках омонимичные пары инфинитива и существительного (знаць — обладать знаниями и знаць — аристократия) подчёркивают наличие связи между этими словоформами.
Характерной чертой инфинитива являются суффиксы -ць, -ці или -чы, которые обычно присоединяются к основе прошедшего времени. Исключение составляет глагол ісці, образованный от основы настоящего времени. Эти морфемы восходят к древнерусскому суффиксу -ти. Процесс утраты -и на конце указанного суффикса проистекал в течение длительного времени: с одной стороны, в некоторых письменных источниках XVI века («Гісторыя пра Атылу», «Аповесць пра Баву», акты Могилёвского магистрата 1578 года) уже встречаются формы на -ть (выробить, чуть, досвѣтчыть); с другой стороны, газета «Мужицкая правда» (1862—1863) содержит формы инфинитива рабіці, маўчаці, а в некоторых диалектах Гродненской области подобные формы использовались и в XX веке. В современном белорусском языке суффикс -ць является наиболее используемым и продуктивным. Непродуктивный суффикс -ці сохранился у глаголов с основой на согласный, которых в белорусском языке около 20: грэбці, везці, мерці, расці и некоторые другие. Суффикс -чы (пячы) исключительно белорусский и не встречается в остальных восточнославянских языках: в русском ему соответствует -чь (печь), в украинском — -ти (пекти). Формирование суффикса началось ещё в дописьменную общевосточнославянскую эпоху, когда буквосочетания -гт-, -кт- перешли перед -и в аффрикату -ч- (*пекти — печи). После отпадения концевого гласного -и в белорусском языке сформировалась тенденция к восстановлению заднеязычного -г- в инфинитивах: под влиянием личных форм стрыгу, сцерагу, магу, лягу образовались слова стрыгчы, сцерагчы, магчы, легчы.
Инфинитив используется при образовании аналитических временных форм. В словосочетании управляет зависимым словом таким же образом, как и остальные глагольные формы. В качестве зависимого слова инфинитив примыкает к главному слову. В предложении инфинитив может выполнять роль любого члена предложения, чаще всего — подлежащего, сказуемого, части составного сказуемого, дополнения. В роли обстоятельства и определения используется реже. Примеры:
- У бор хадзіць Алёшку не навіна. — подлежащее;
- Алеся — бегчы. — сказуемое;
- любілі слухаць — часть составного сказуемого;
- Маці падала снедаць. — дополнение;
- Гарэў ахвотай узяцца за сяўбу. — определение;
- Выйшлі людзі на Дрысвяцкае возера будаваць электрастанцыю — обстоятельство.

В древнерусском языке также существовала неизменяемая глагольная форма супин, обозначающая цель действия при глаголах движения. Супин происходил от винительного падежа отглагольных существительных и характеризовался суффиксом -тъ. Близкий к инфинитиву по смыслу и по оформлению, редко используемый супин стал исчезать из языка уже в стародавние времена: в смоленской грамоте 1229 года наблюдается использование инфинитива с глаголами движения. К XVI веку супин был окончательно вытеснен инфинитивом.

### Причастие
Причастие (дзеепрыметнік) — атрибутивная форма глагола, обозначающая действие как проявляющийся во времени признак либо свойство предмета. В силу этой двойственности для причастия в белорусском языке характерны не только глагольные категории, но и именные. Грамматические значения рода, числа и падежа выражаются окончаниями точно так же, как и у прилагательных (прыметнік). Как и прилагательное, причастие согласуется по указанным категориям с именем существительным, к которому оно относится. Будучи формой глагола, причастие характеризуется видом (совершенным или несовершенным), временем (прошедшим или настоящим у причастий несовершенного вида; прошедшим у причастий несовершенного вида), залогом (действительным и страдательным). Причастия в действительном залоге являются возвратными либо невозвратными.
Для современного белорусского языка наиболее характерно использование причастий страдательного залога прошедшего времени (высушаны, накормлены, вымыты, вышыты и т. д.). Относительно часто в языке встречаются такие причастия действительного залога, как памаладзелы, загарэлы, пасвяжэлы и подобные. Прочие причастия (выходзячы, крадучыся, ламаемые) рассматриваются как нехарактерные для белорусского языка.

### Деепричастие
Деепричастие (дзеепрыслоўе) — неизменяемая форма глагола, обозначающее действие, которое является дополнительным к некоторому другому, основному действию. Также деепричастие может выражать обстоятельство способа действия.
Деепричастие сочетает в себе черты наречия (прыслоўе) и глагола. Как и наречие, деепричастие примыкает к глаголу и некоторым образом характеризует его. В качестве глагольной формы деепричастие имеет формы совершенного и несовершенного вида, возвратную и невозвратную формы. Для деепричастия характерна неполная парадигма залога (только действительный залог). Для деепричастия и остальных форм глагола характерны одинаковые способы управления зависимым словом в словосочетании. В предложении деепричастие выражает действие, которое происходит либо одновременно с основным, либо предшествует основному, однако морфологически категория времени у деепричастий не выражается. Наблюдается некоторое соответствие между видом и выражаемым значением времени: деепричастия несовершенного вида обычно обозначают действие, происходящее одновременно с остальным, деепричастия совершенного вида — действия, предшествующие основному.
Деепричастия восходят к причастиям прошедшего или настоящего времени, стоящим в краткой форме именительного падежа единственного числа женского рода. Причастие утрачивает связь с именем существительным и используется в роли поясняющего сказуемое обстоятельства уже в письменных источниках начала XVI века.